# (21548) Briekugler
(21548) Briekugler (1998 QX38) – planetoida z grupy pasa głównego asteroid okrążająca Słońce w ciągu 4,04 lat w średniej odległości 2,53 j.a. Odkryta 17 sierpnia 1998 roku.